# Johannes Dyck
Johannes Dyck (* 18. März 1884 in Ladekopp; † nach 1933) war ein deutscher Landwirt und Politiker (DNVP).
Dyck war der Sohn eines Landwirts. Er besuchte die Volksschule und die Realschule in Tiegenhof und leistet dann Wehrdienst als Einjährig-Freiwilliger beim Feldartillerie-Regiment Nr. 72. Ab 1906 bewirtschaftete er das elterliche Gut in Ladekopp. Im Ersten Weltkrieg leistete er Kriegsdienst. Er war ehrenamtlicher Prediger der Mennoniten-Gemeinde in Ladekopp und Inhaber vieler Ehrenämter.
In der Freien Stadt Danzig schloss er sich der DNVP an und war für diese 1920 bis 1933 Mitglied im Volkstag.